# Armin von Bogdandy
Armin von Bogdandy (Oberhausen, 5 de junho de 1960) é um jurista alemão. Desde 1997, é professor de Direito Público, particularmente de Direito Europeu e Direito Econômico Internacional, bem como de Filosofia do Direito, na Universidade Johann Wolfgang Goethe em Frankfurt am Main. Desde 2002, ele é Diretor do Instituto Max Planck de Direito Público Comparado e Direito Internacional Público em Heidelberg.

## Biografia e obra

### Educação e trajetória
von Bogdandy é o filho do industrial Ludwig von Bogdandy e neto do químico Stefan von Bogdándy. Após obter seu Abitur (ensino médio) em 1978 no Theodor-Heuss-Gymnasium em Dinslaken, em 1979, von Bogdandy começou a estudar direito e, em outubro de 1980, começou a estudar filosofia. Após seu primeiro Staatsexamen (Exame de Estado), que fez em junho de 1984 na Universidade de Freiburg, trabalhou como assistente de pesquisa na Universidade Livre de Berlim (FU) a partir de novembro de 1984. Em junho de 1987, ele também passou nos exames do mestrado em Filosofia (M.A.) em Berlim. Em abril do ano seguinte, em Friburgo, ele completou sua tese de doutorado sobre o conceito de direito de Hegel (Gesetzesbegriff bei Hegel) sob a supervisão de Alexander Hollerbach. Em julho de 1989, von Bogdandy passou seu segundo Staatsexamen em Berlim. A partir de novembro daquele ano, ele voltou a trabalhar como assistente de pesquisa na FU Berlim. De janeiro de 1993 a dezembro de 1995 ele recebeu uma bolsa da Sociedade Alemã de Pesquisa (DFG) para realizar seu projeto de habilitação. Após um período como pesquisador no Instituto Universitário Europeu em Florença, ele foi habilitado em julho de 1996 sob a supervisão de Albrecht Randelzhofer, no Departamento de Direito da FU Berlim. O tema de sua tese de habilitação é Gubernative Rechtsetzung. Gubernative Rechtsetzung. Eine Neubestimmung der Rechtsetzung und des Regierungssystems unter dem Grundgesetz in der Perspektive gemeineuropäischer Dogmatik (Legislação governamental. Uma redefinição da legislação e do sistema de governo no âmbito da Lei Fundamental da Alemanha, na perspectiva da dogmática comum europeia.

### Carreira acadêmica
Em agosto de 1997 ele obteve uma cátedra de direito público com foco em direito europeu e direito econômico internacional, assim como filosofia do direito na Universidade Johann Wolfgang Goethe em Frankfurt. Em setembro de 2000, ele recusou uma oferta para se tornar diretor do Centro de Política Jurídica Europeia em Bremen. Em fevereiro de 2001, foi nomeado juiz do Tribunal Europeu de Energia Nuclear em Paris; em outubro de 2006, foi eleito presidente deste tribunal. O Tribunal não teve que se reunir até hoje.
Em outubro de 2002, tornou-se Diretor do Instituto Max Planck de Direito Público Comparado e Direito Internacional Público em Heidelberg. Em maio de 2003, foi nomeado professor titular ordinário (persönlicher Ordinarius) na Faculdade de Direito da Universidade Ruprecht-Karl-Universidade de Heidelberg, entretanto, ele deixou a Universidade de Heidelberg no início de 2009. Em fevereiro de 2005, foi nomeado membro do Conselho Científico Alemão (Wissenschaftsrat) por um período de três anos. De 2008 a 2013, foi membro do Comitê Científico da Agência dos Direitos Fundamentais da União Europeia.
De 2013 a 2019, no centro de excelência (Exzellenzcluster) "Ordens Normativas" da Universidade Johann Wolfgang Goethe de Frankfurt, ele atuou como Pesquisador Associado (Partner Investigator). De 2014 a 2018, também foi membro do conselho de curadores do Prêmio Alemão de Estudos (Deutscher Studienpreis).
Perante a Associação dos Professores de Direito Constitucional Alemão (Vereinigung der Deutschen Staatsrechtslehrer), von Bogdandy apresentou na conferência de 2002 em St. Gallen sobre o tema “A identidade europeia e nacional: integração através do direito constitucional?”. Em uma conferência da Sociedade Alemã de Direito Internacional Público (Deutsche Gesellschaft für Internationales Recht) em Halle em 2007, ele falou sobre “A diversidade cultural e o direito da União Europeia.”

### Interesses de pesquisa
O foco de pesquisa atual de von Bogdandy se concentra nas transformações estruturais de direito público, se dividindo em três áreas de pesquisa dentro de seu departamento no Instituto Max Planck de Direito Público Comparado e Direito Internacional Público: o Espaço Jurídico Europeu, o conceito de Autoridade Pública Internacional (International Public Authority) e o Ius Constitutionale Commune na América Latina (ICCAL).
A pesquisa sobre o Espaço Jurídico Europeu trata do direito europeu em sentido amplo, ou seja, inclui não apenas o direito da União Europeia, mas também instrumentos regionais de direito internacional público na Europa, tais como a Convenção Europeia dos Direitos Humanos. O objetivo da pesquisa é analisar juridicamente a unidade europeia e facilitar o estudo de um direito comparado especificamente europeu.
No campo da Autoridade Pública Internacional, von Bogdandy examina o poder crescente das instituições internacionais que estão (também) comprometidas com os interesses do bem estar público, mas cuja legitimidade é questionável. Para isso, ele desenvolve uma teoria de direito público internacional, que representa uma outra dimensão da esfera do direito internacional público que regula o exercício da Autoridade Pública Internacional.
O projeto ICCAL descreve uma abordagem regional para a transformação do Estado constitucional na América Latina, que se baseia na experiência concreta de condições sistêmicas inaceitáveis. Ele analisa a mudança das realidades políticas e sociais por meio do fortalecimento da tríade dos direitos humanos, da democracia e do Estado de Direito.

### Condecorações, prêmios e reconhecimentos
Da nova geração de especialistas em direito internacional, von Bogdandy é considerado como um dos mais inovadores. Em 4 de junho de 2008, recebeu o Premio da Academia de Ciências e Humanidades de Berlim-Brandenburgo (Berlin-Brandenburgische Akademie der Wissenschaften) por realizações acadêmicas notáveis no campo dos fundamentos do direito e da economia. De 2010 a 2015, foi Senior Emile Noël Fellow da Global Law School da Universidade de Nova Iorque. Em 2014, recebeu o Prêmio Gottfried-Wilhelm-Leibniz no valor de 2,5 milhões de euros. Um ano depois, recebeu o Prêmio Internacional Héctor Fix-Zamudio de Pesquisa em Direito da Universidade Nacional Autônoma do México (UNAM). Em 2015, também recebeu o "malhete" da Corte Interamericana de Direitos Humanos. 
Além disso, em 2017, foi nomeado Doutor Honoris Causa da Universidade Nacional de Tucumán e recebeu o título de Doutor e Professor Honorário da Universidade Eötvös Loránd de Budapeste em 2020. No mesmo ano de 2020, foi nomeado Doutor Honoris Causa da Universidade Nacional de Córdoba.

## Publicações (seleção)

### Monografias
- Tese de doutorado: Armin von Bogdandy: Hegels Theorie des Gesetzes. Alber, Friburgo (Brisgovia) 1989, ISBN 978-3-495-47683-3.
- Habilitação: Armin von Bogdandy: Gubernative Rechtsetzung: eine Neubestimmung der Rechtsetzung und des Regierungssystems unter dem Grundgesetz in der Perspektive gemeineuropäischer Dogmatik. Em: Jus publicum. Band 48. Mohr Siebeck, Tubinga 2000, ISBN 978-3-16-147171-1.
- Armin von Bogdandy/Ingo Venzke: In wessen Namen? Internationale Gerichte in Zeiten globalen Regierens. Suhrkamp, Berlim 2014, ISBN 978-3-518-29688-2.

### Artigos
- Armin von Bogdandy: Was ist Europarecht? Eine Fortschreibung von Begriff und Disziplin. Em: Juristenzeitung (JZ). 2017, S. 589–640.
- Armin von Bogdandy: The Idea of European Public Law Today. Em: von Bogdandy/Huber/Cassese (Eds.): Max Planck Handbooks of European Public Law. Vol 1. Oxford University Press, 2017, ISBN 978-0-19-872640-1, S. 1–29 (ssrn.com).
- Armin von Bogdandy/Matthias Goldmann: From Public International to International Public Law: Translating World Public Opinion into International Public Authority. European Journal of International Law, 2017, pp. 115–145 (ejil.org ).
- Armin von Bogdandy/René Urueña: International Transformative Constitutionalism in Latin America. Em: American Journal of International Law. 2020, pp. 403–442.

### Como editor
- Armin von Bogdandy/Jürgen Bast (Eds.): Europäisches Verfassungsrecht: Theoretische und dogmatische Grundzüge. 2. Ed. Springer, Berlin 2009, ISBN 978-3-540-73809-1.
  - Versão em inglês: Armin von Bogdandy/Jürgen Bast (Eds.): Principles of European Constitutional Law. 2. Ed. Hart - C.H. Beck - Nomos, 2009, ISBN 978-1-84731-784-1.
- Publicação contínua de novos volumes: Armin von Bogdandy/Peter Huber et. al. (Eds.): Ius Publicum Europaeum. C.F. Müller, Heidelberg, ISBN 978-3-8114-4114-9.
  - Versão em inglês: Armin von Bogdandy/Peter Huber et. al. (Eds.): The Max Planck Handbooks in European Public Law. Oxford University Press, ISBN 978-3-8114-4114-9.

- Armin von Bogdandy et. al. (Eds.): Der Staat: Zeitschrift für Staatslehre und Verfassungsgeschichte, deutsches und europäisches öffentliches Recht. Duncker & Humblot.
- Armin von Bogdandy/Anne Peters (Eds.): Zeitschrift für ausländisches öffentliches Recht und Völkerrecht. C.H. Beck.